# 貝爾法斯特城市機場

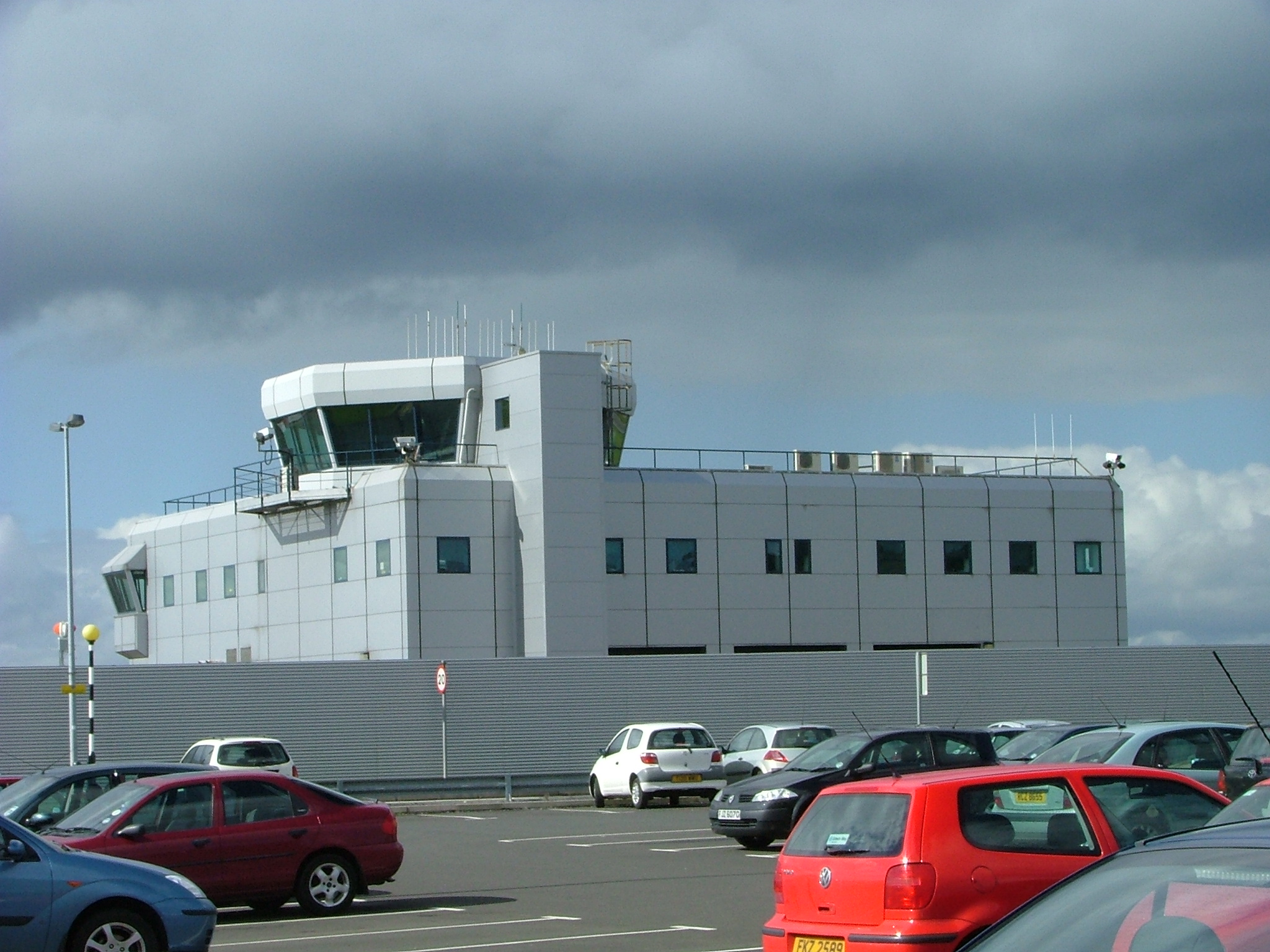
控制塔

乔治·贝斯特贝尔法斯特城市机场（英語：George Best Belfast City Airport）是北爱尔兰首府贝尔法斯特的机场，以在该城出生的已故曼彻斯特联队足球运动员乔治·贝斯特的名字命名。